# Konkurs Piosenki Eurowizji 2020
65. Konkurs Piosenki Eurowizji miał odbyć się 12, 14 i 16 maja 2020 w hali Ahoy w Rotterdamie. Koncerty miała zorganizować Europejska Unia Nadawców oraz holenderscy nadawcy publiczni: Nederlandse Publieke Omroep (NPO), Nederlandse Omroep Stichting (NOS) i AVROTROS.
18 marca 2020 Jon Ola Sand ogłosił, że konkurs zostanie odwołany w wyniku pandemii COVID-19. W dzień niedoszłego finału konkursu (16 maja) odbył się koncert Światło dla Europy (ang. Eurovision: Europe Shine A Light), w którym zostały uhonorowane piosenki, które miały brać udział w konkursie w tym roku. Rotterdam został gospodarzem konkursu w 2021 w dniach 18, 20 i 22 maja, jednak utwory wybrane do konkursu w 2020 nie kwalifikowały się do udziału w 2021.

## Lokalizacja

### Miejsce organizacji konkursu

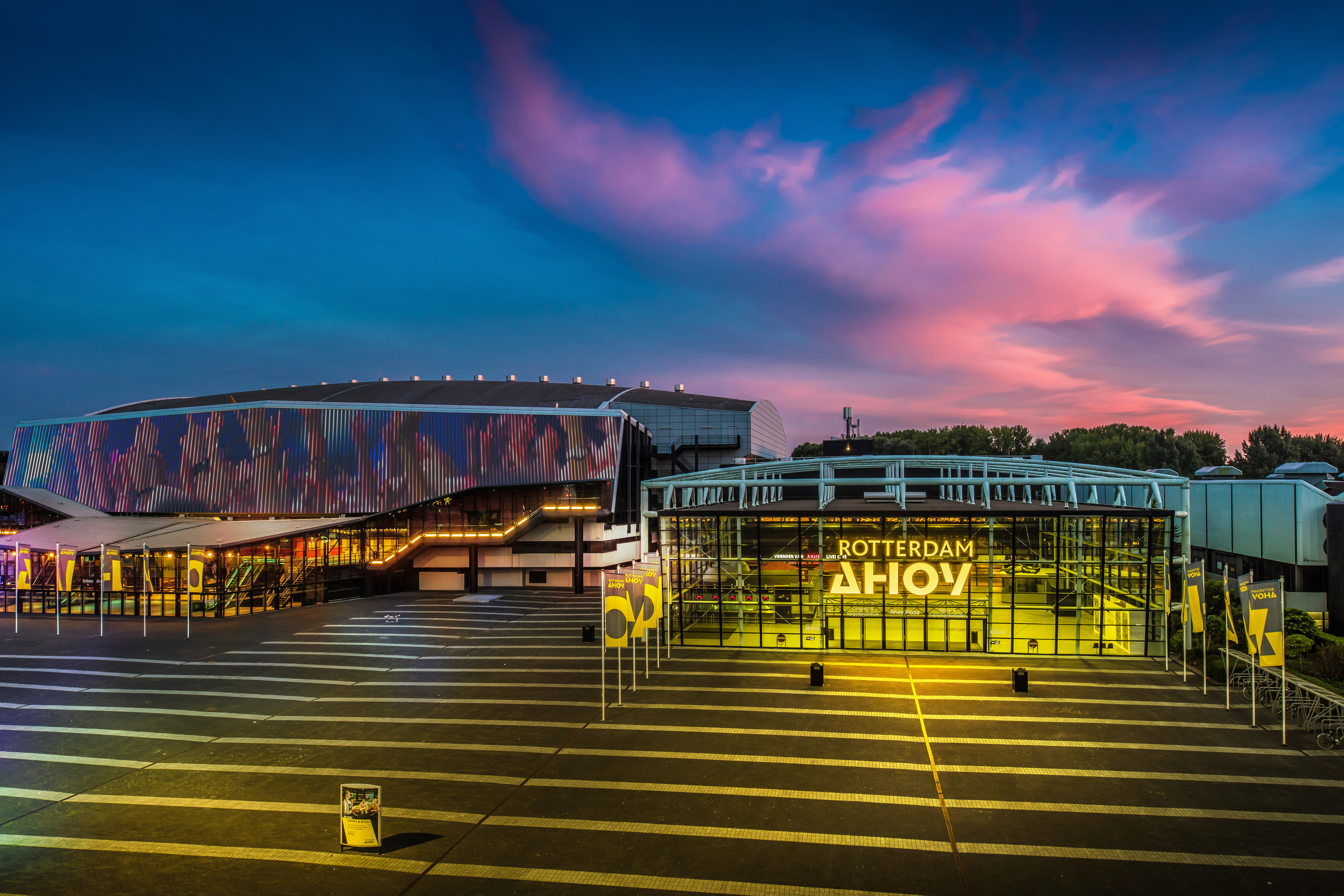
Rotterdam Ahoy, miejsce organizacji konkursu

Telewizja publiczna w Holandii otrzymała prawa do organizacji 65. Konkurs Piosenki Eurowizji dzięki wygranej Duncana Laurence’a, reprezentanta Holandii w finale konkursu w 2019. Przygotowania do organizowania konkursu rozpoczęły się na krótko po rozegraniu konkursu w 2019.
30 sierpnia ogłoszono, że koncerty konkursowe odbędą się w hali Rotterdam Ahoy. Uroczysta ceremonia otwarcia konkursu miała odbyć się 10 maja na moście Erazma.
Po raz kolejny zostać miały zorganizowane imprezy dla akredytowanych dziennikarzy w tzw. „euroklubie”. 20 listopada ogłoszono, że odbędą się na terenie hali Maassilo.

### Proces wyboru miejsca organizacji
Kilka godzin po finale konkursu premier Holandii przekazał informację, że burmistrzowie kilku miast złożyli oferty w imieniu władz lokalnych, informując o decyzji za pośrednictwem wiadomości tekstowych. Chęć zorganizowania konkursu wyrazili włodarze Amsterdamu, Arnhem, Bredy, Hagi, Leeuwarden, Maastricht czy Rotterdamu, a także prowincji Brabancja Północna. 10 lipca podano, że o przygotowanie konkursu ubiegać będą się włodarze pięciu miast: Arnhem, Maastricht, Rotterdam, Utrecht i ’s-Hertogenbosch. Kilka dni później EBU poinformowała, że w przetargu pozostały dwa miasta, Maastricht i Rotterdam. 28 sierpnia na oficjalnej stronie konkursu Eurovision.tv pojawił się odnośnik do strony informujący, że konkurs odbędzie się w Rotterdamie. Chwilę później wpis zniknął z sieci, a następnie opublikowano drugą wersję informacji, z Maastricht jako miastem organizatorem, tym razem posiadający błędy ortograficzne, który również został usunięty. 30 sierpnia oficjalnie ogłoszono, że konkurs odbędzie się w Rotterdamie.
| Miasto                                                                  | Miejsce               | Pojemność             | Uwagi                                                                                                  | Data wycofania        | Źr.                   |
| Kandydatura zwycięska                                                   | Kandydatura zwycięska | Kandydatura zwycięska | Kandydatura zwycięska                                                                                  | Kandydatura zwycięska | Kandydatura zwycięska |
| ----------------------------------------------------------------------- | --------------------- | --------------------- | --- | --------------------- | --------------------- |
| Rotterdam                                                               | Rotterdam Ahoy        | 16 423                | Kandydatura była wspierana przez prowincję Holandia Południowa, jak i miasta Dodrecht oraz Haga.       | —                     | [ 13 ]                |
| Faza finalna                                                            |                       |                       | |                       |                       |
| Maastricht                                                              | MECC Maastricht       | <20 000               | Kandydatura była wspierana przez prowincję Limburgia i niedalekie miasta.                              | 30 sierpnia 2019      | [ 13 ]                |
| Pozostałe oficjalne kandydatury                                         |                       |                       | |                       |                       |
| Arnhem                                                                  | GelreDome             | 32 000                | Wspólna kandydatura z miastem Nijmegen i regionem Veluwe w prowincji Geldria.                          | 16 lipca 2019         | [ 13 ]                |
| ’s-Hertogenbosch                                                        | Brabanthallen         | 30 000                | Kandydatura była wspierana przez prowincję Brabancja Północna.                                         | 16 lipca 2019         | [ 13 ]                |
| Utrecht                                                                 | Jaarbeurs             | —                     | — | 16 lipca 2019         | [ 13 ]                |
| Miasta zainteresowane goszczeniem konkursu, które nie złożyły aplikacji |                       |                       | |                       |                       |
| Amsterdam                                                               | RAI Amsterdam         | 13 000                | Hala gościła Konkurs Piosenki Eurowizji 1970.                                                          | 4 lipca 2019          | [ 15 ]                |
| Amsterdam                                                               | Johan Cruyff ArenA    | 54 990                | — | 4 lipca 2019          | [ 15 ]                |
| Amsterdam                                                               | Ziggo Dome            | 17 000                | — | 4 lipca 2019          | [ 15 ]                |
| Breda                                                                   | Breepark              | 13 000                | — | 1 lipca 2019          | [ 16 ]                |
| Haga                                                                    | Cars Jeans Stadion    | 15 000                | Kandydatura była wspierana przez prowincję Holandia Południowa. Miasto poparło kandydaturę Rotterdamu. | 27 czerwca 2019       | [ 17 ]                |
| Leeuwarden                                                              | WTC Expo              | <6000                 | Kandydatura była wspierana przez prowincję Fryzja.                                                     | 18 czerwca 2019       | [ 18 ]                |

## Organizacja
Kierownikami wykonawczymi konkursu z ramienia telewizji z Holandii byli Sietse Bakker i Inge van de Weerd, a ich zastępcami – Emilie Sickinghe i Jessica Stam. Kierownikiem z ramienia EBU został mianowany Jon Ola Sand. Koncerty mieli wyreżyserować Marnix Kaart i Marc Pos, a dyrektorem konkursu miał być Shula Rijxman, prezes telewizji NPO.
Partnerem prezentacyjnym konkursu miał być producent kosmetyków do włosów Moroccanoil.
Pierwsza transza biletów na koncerty trafiła do sprzedaży 12 grudnia. Kolejna pula biletów została sprzedana 30 stycznia, trzecia miała trafić do sprzedaży w połowie marca. Oficjalnymi partnerami sprzedaży są firmy Paylogic i Ticketswap.

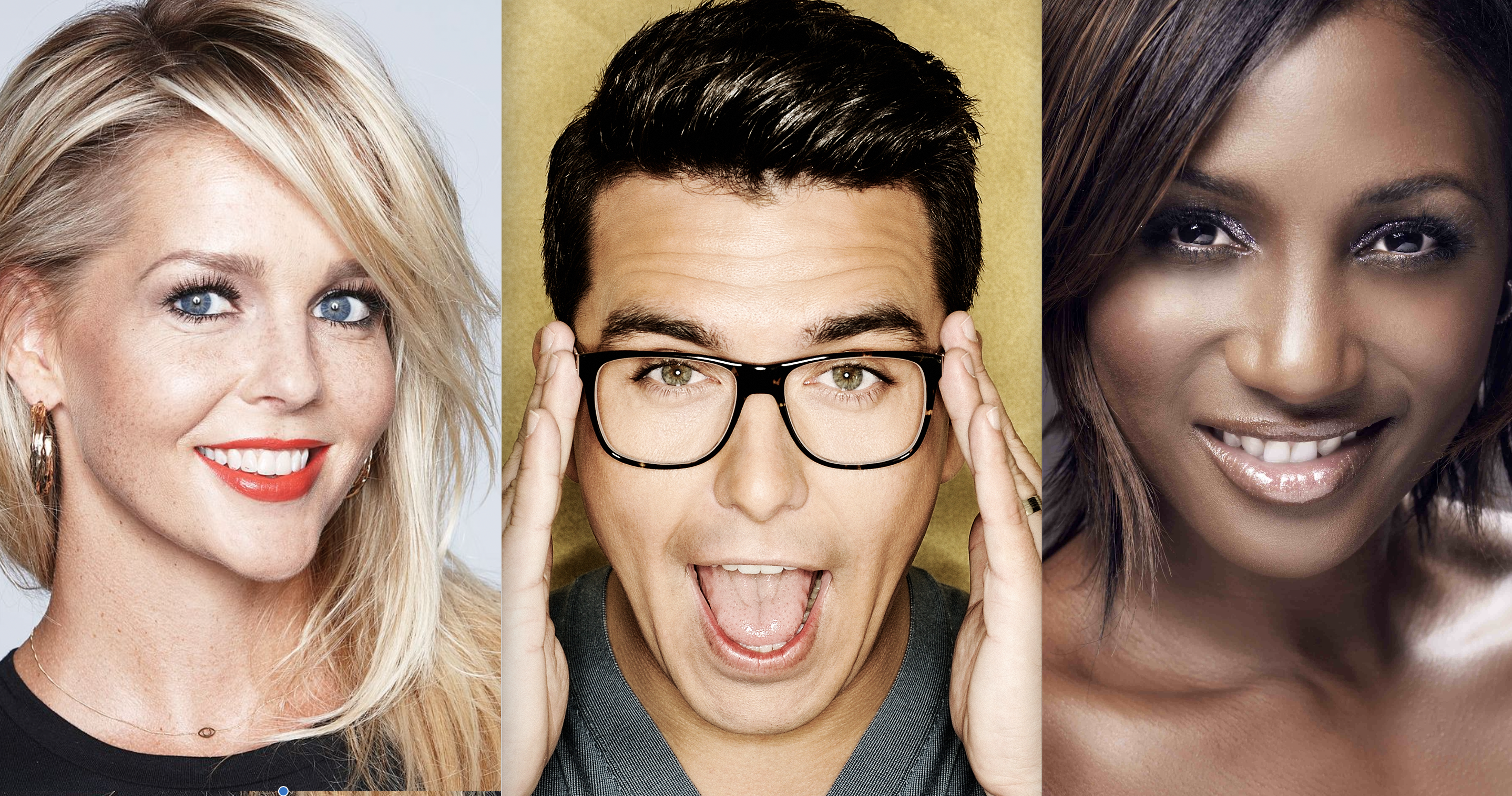
Prowadzący konkurs: Chantal Janzen, Jan Smit i Edsilia Rombley

W grudniu ogłoszono, że prowadzącymi koncerty konkursowe będą: Edsilia Rombley, Chantal Janzen i Jan Smit. W lutym poinformowano, że internetową transmisję wydarzenia ma poprowadzić Nikkie de Jager, youtuberka znana jako „NikkieTutorials”, która miała także prowadzić relację z ceremonii otwarcia konkursu oraz dodatkowe materiały z udziałem uczestników.

### Projekt grafiki i sceny
W październiku ogłoszono, że sloganem konkursu będzie hasło Open Up (pol. Otwórz się). Jak tłumaczyli organizatorzy, hasło ma „motywować do otworzenia się na muzykę, nowe pomysły, rzeczywistość, różnorodność”.
W listopadzie organizatorzy zaprezentowali oficjalny motyw graficzny konkursu, który przygotowała agencja Clever°Franke. Logo „przedstawione w formie wykresu prezentuje barwy flag wszystkich 41 krajów, biorących udział w Eurowizji 2020 w kolejności ich debiutu na konkursowej scenie”. Kierownik wykonawczy konkursu Jon Ola Sand opisał logotyp jako „perfekcyjnie odzwierciedlający wartości, takie jak różnorodność czy integracja”.
Scenę konkursową zaprojektował Florian Wieder, którzy stworzył projekt areny na konkursy w 2011, 2012, 2015, 2017, 2018 i 2019. Jak opisał projektant, przy tworzeniu sceny chciał „zachować jedność pomiędzy trzema dominującymi aspektami holenderskiego krajobrazu: niebem, morzem i ziemią”.
Przed każdym występem konkursowym miał być pokazany krótki, ok. 40-sekundowy filmik (tzw. pocztówka), w których wystąpiliby uczestnicy Eurowizji oraz mieszkańcy Holandii. Za produkcję nagrań odpowiadać będzie firma IDTV. Zdjęcia miały być zrealizowane w marcu i kwietniu.

### Losowanie półfinałów i kolejność występów
Podobnie jak w poprzednich latach, wszystkie kraje uczestniczące, poza Wielką Piątką (czyli Francją, Hiszpanią, Niemcami, Wielką Brytanią i Włochami) oraz gospodarzem (Holandią), zostały podzielone na tak zwane koszyki, a ich ułożenie było zależne od statystyk głosowania mieszkańców danych państw w poprzednich konkursach. Państwa zostały podzielone na dwa półfinały.
Losowanie przydzielające poszczególne kraje do półfinałów odbyło się 28 stycznia 2020 w ratuszu w Rotterdamie. Podczas wydarzenia odbyła się także m.in. ceremonia przekazania insygniów miasta. Ceremonię poprowadzili Chantal Janzen, Edsilia Rombley i Jan Smit.
Oprócz podziału państw na poszczególne półfinały, w wyniku losowania zostało ustalone również, w której połowie każdego z półfinałów wystąpią reprezentanci poszczególnych państw oraz w którym z półfinałów głosować mieli finaliści.
| Koszyk 1                                                                              | Koszyk 2                                                                  | Koszyk 3                                                                 | Koszyk 4                                                               | Koszyk 5                                                       |
| ------------------------------------------------------------------------------------- | ------------------------------------------------------------------------- | ------------------------------------------------------------------------ | ---------------------------------------------------------------------- | -------------------------------------------------------------- |
| - Albania - Austria - Chorwacja - Macedonia Północna - Serbia - Słowenia - Szwajcaria | - Australia - Dania - Estonia - Finlandia - Islandia - Norwegia - Szwecja | - Armenia - Azerbejdżan - Białoruś - Gruzja - Mołdawia - Rosja - Ukraina | - Bułgaria - Cypr - Grecja - Malta - Portugalia - Rumunia - San Marino | - Belgia - Czechy - Irlandia - Izrael - Litwa - Łotwa - Polska |

Szczegółowa kolejność występów w półfinałach została ustalona przez produkcję i podana do wiadomości publicznej 12 i 14 maja, w trakcie programu Eurovision Song Celebration 2020.

### Zmiana planu działań z powodu pandemii COVID-19
W lutym 2020 pojawiły się spekulacje, że konkurs może zostać odwołany z powodu pandemii COVID-19. Rzeczniczka miasta Rotterdam Ingrid Adriaanse poinformowała magazyn „AD”, że włodarze „monitorują rozwój sytuacji i są przygotowani na ewentualne ryzyko”. Przedstawiciel telewizji NPO Danny Vormer zapewnił, że organizatorzy pozostają w stałym kontakcie z Narodowym Instytutem Zdrowia Publicznego i Środowiska. W marcu przedstawiciele telewizji NPO przekazali, że wraz z pozostałymi organizatorami „dopasuje się do rozporządzeń służby zdrowia przy podejmowaniu decyzji o formie wydarzenia, planowanego na 12, 14 i 16 maja”. 13 marca EBU wydała oświadczenie, w którym poinformowała, że „uważnie monitoruje sytuację rozpowszechniania się koronawirusa” oraz „śledzi na bieżąco wytyczne Światowej Organizacji Zdrowia i krajowych organów ds. zdrowia”, a także „pozostaje w stałym kontakcie z telewizji NPO, NOS i AVROTROS oraz miastem Rotterdam, by zbadać potencjalne scenariusze Konkursu Piosenki Eurowizji”, zapewniając, że „jest jeszcze za wcześnie na podjęcie ostatecznej decyzji w sprawie konkursu”.
W marcu rząd Danii zarządził zakaz organizowania imprez masowych z udziałem ponad tysiąca widzów, wskutek czego krajowe eliminacje Dansk Melodi Grand Prix 2020 odbyły się bez udziału publiczności. Przedstawiciele delegacji z Finlandii, Grecji, Izraela, Szwajcarii, Szwecji i Włoch odmówiły osobistego udziału w spotkaniu szefów delegacji, które odbyło się 9 marca w Rotterdamie, a zamiast tego połączyły się z pozostałymi internetowo, podobnie jak Jon Ola Sand, kierownik wykonawczy konkursu z ramienia EBU.
Pandemia COVID-19 wpłynęła również na plany promocyjne uczestników konkursu. Reprezentująca Izrael Eden Alene przesunęła realizację nagrań pocztówki, tłumacząc decyzję zagrożeniem chorobą COVID-19, podobną decyzję podjął również zespół The Roop z Litwy. 13 marca odwołane zostały przedeurowizyjne koncerty promocyjne: Pre Party ES w Madrycie, Israel Calling w Tel Awiwie i London Eurovision Party w Londynie.
18 marca poinformowano o odwołaniu konkursu w wyniku pandemii COVID-19, a w jego miejsce zaproponowano projekty Światło dla Europy i Eurovision Home Concerts. Koncert Światło dla Europy uhonorował tegoroczne piosenki, a na potrzeby Eurovision Home Concerts eurowizyjni wykonawcy zaśpiewali swoje konkursowe propozycje i covery eurowizyjnych przebojów, nagrywając występy z własnych domów.
20 marca potwierdzono, że piosenki wybrane na konkurs w 2020 nie będą mogły zostać wykonane podczas Eurowizji 2021.

## Kraje uczestniczące
Państwa, które miały uczestniczyć w pierwszym półfinale
     Finaliści, którzy mieli głosować w pierwszym półfinale
     Państwa, które miały uczestniczyć w drugim półfinale
     Finaliści, którzy mieli głosować w drugim półfinale

Państwa, które miały uczestniczyć w pierwszym półfinale
Finaliści, którzy mieli głosować w pierwszym półfinale
Państwa, które miały uczestniczyć w drugim półfinale
Finaliści, którzy mieli głosować w drugim półfinale

13 listopada EBU potwierdziła, że w konkursie wystąpią reprezentanci z 41 krajów. Do stawki konkursowej powrócić miały telewizje z Bułgarii i Ukrainy, które nie uczestniczyły w konkursie w 2019. Potwierdzono również, że reprezentanta na konkurs nie wyślą telewizje z Węgier, która rozważała rezygnację z konkursu z powodu słabnącego zainteresowania widowiskiem, i Czarnogóry, która tłumaczyła decyzję problemami finansowymi. Początkowo spekulowano także nad rezygnacją telewizji z Łotwy, która również zmagała się z problemami finansowymi, jednak ostatecznie potwierdzono jej udział w konkursie.
Powracający artyści
W 65. Konkursie Piosenki Eurowizji miało wziąć udział kilku wykonawców, którzy już w przeszłości wystąpili w konkursie. Reprezentantką Mołdawii miała być Natalia Gordienko, która wystąpiła w barwach kraju w finale konkursu w 2006. W skład girls bandu Hurricane reprezentującego Serbię wchodzi Sanja Vučić, uczestniczka konkursu w 2016. Reprezentantką San Marino miała być Senhit, która broniła barw kraju w konkursie w 2011.
Niedoszły reprezentant Austrii w konkursie Vincent Bueno był chórzystą podczas występu Nathana Trenta podczas Eurowizji 2017. Przedstawicielem Macedonii miał być Wasil Garwanljew, który wsparł wokalnie Tamarę Todewską podczas Eurowizji 2019. Szwedzko-amerykański zespół The Mamas reprezentujący Szwecję wystąpił w chórkach Johna Lundvika podczas konkursu w 2019.
W konkursie wystartować mieli też byli uczestnicy Konkursu Piosenki Eurowizji dla Dzieci. W barwach Malty miała wystąpić Destiny Chukunyere, zwyciężczyni konkursu w 2015 oraz chórzystka wspierająca Micheli Pace w finale Eurowizji 2019. Przedstawicielką Grecji miała być Stefania Liberakakis, członkini zespołu Kisses reprezentującego Holandię w konkursie w 2016.

## Planowane koncerty

### Pierwszy półfinał
Pierwszy półfinał miał się odbyć 12 maja 2020. Podczas półfinału możliwość głosowania mieli mieć mieszkańcy krajów rywalizujących w tym koncercie, a także państw-finalistów: Niemiec, Włoch i Holandii. Do finału miało zakwalifikować się dziesięć krajów z największą liczbą punktów zdobytych w głosowaniu jurorów i telewidzów.
| Lp. | Kraj               | Wykonawca    | Utwór                 |
| --- | ------------------ | ------------ | --------------------- |
| 1   | Szwecja            | The Mamas    | „Move”                |
| 2   | Białoruś           | VAL          | „Da widna” (Да вiдна) |
| 3   | Australia          | Montaigne    | „Don’t Break Me”      |
| 4   | Macedonia Północna | Wasil        | „You”                 |
| 5   | Słowenia           | Ana Soklič   | „Voda”                |
| 6   | Litwa              | The Roop     | „On Fire”             |
| 7   | Irlandia           | Lesley Roy   | „Story of My Life”    |
| 8   | Rosja              | Little Big   | „Uno”                 |
| 9   | Belgia             | Hooverphonic | „Release Me”          |
| 10  | Malta              | Destiny      | „All Of My Love”      |
| 11  | Chorwacja          | Damir Kedžo  | „Divlji vjetre”       |
| 12  | Azerbejdżan        | Efendi       | „Cleopatra”           |
| 13  | Cypr               | Sandro       | „Running”             |
| 14  | Norwegia           | Ulrikke      | „Attention”           |
| 15  | Izrael             | Eden Alene   | „Feker Libi” (ፍቅር ልቤ) |
| 16  | Rumunia            | Roxen        | „Alcohol You”         |
| 17  | Ukraina            | Go_A         | „Sołowej” (Соловей)   |

### Drugi półfinał
Drugi półfinał miał odbyć się 14 maja 2020. Podczas półfinału możliwość głosowania mieli mieć mieszkańcy krajów rywalizujących w tym koncercie, a także państw-finalistów: Francji, Wielkiej Brytanii i Hiszpanii. Do finału miało zakwalifikować się dziesięć krajów z największą liczbą punktów zdobytych w głosowaniu jurorów i telewidzów.
| Lp. | Kraj       | Wykonawca          | Utwór                 |
| --- | ---------- | ------------------ | --------------------- |
| 1   | Grecja     | Stefania           | „SUPERG!RL”           |
| 2   | Estonia    | Uku Suviste        | „What Love Is”        |
| 3   | Austria    | Vincent Bueno      | „Alive”               |
| 4   | Mołdawia   | Natalia Gordienko  | „Prison”              |
| 5   | San Marino | Senhit             | „Freaky!”             |
| 6   | Czechy     | Benny Cristo       | „Kemama”              |
| 7   | Serbia     | Hurricane          | „Hasta la vista”      |
| 8   | Polska     | Alicja Szemplińska | „Empires”             |
| 9   | Islandia   | Daði i Gagnamagnið | „Think About Things”  |
| 10  | Szwajcaria | Gjon’s Tears       | „Répondez-moi”        |
| 11  | Dania      | Ben & Tan          | „Yes”                 |
| 12  | Albania    | Arilena Ara        | „Fall From The Sky”   |
| 13  | Finlandia  | Aksel              | „Looking Back”        |
| 14  | Armenia    | Atina Manukian     | „Chains on You”       |
| 15  | Portugalia | Elisa              | „Medo de sentir”      |
| 16  | Gruzja     | Tornike Kipiani    | „Take Me As I Am”     |
| 17  | Bułgaria   | Victoria           | „Tears Getting Sober” |
| 18  | Łotwa      | Samanta Tīna       | „Still Breathing”     |

### Finał
Finał miał odbyć się 16 maja 2020 Podczas koncertu mieli wystąpić przedstawiciele 26 krajów, w tym 20 uczestników półfinału, przedstawiciele krajów tzw. „Wielkiej Piątki” (tj. Francji, Hiszpanii, Niemiec, Wielkiej Brytanii i Włoch) oraz reprezentant gospodarza (Holandii). O wynikach zdecydować mieli jurorzy i telewidzowie ze wszystkich krajów rywalizujących w konkursie.
| Lp. | Kraj            | Wykonawca      | Utwór                         |
| --- | --------------- | -------------- | ----------------------------- |
| 23  | Holandia        | Jeangu Macrooy | „Grow”                        |
| N/A | Francja         | Tom Leeb       | „Mon alliée (The Best in Me)” |
| N/A | Hiszpania       | Blas Cantó     | „Universo”                    |
| N/A | Niemcy          | Ben Dolic      | „Violent Thing”               |
| N/A | Wielka Brytania | James Newman   | „My Last Breath”              |
| N/A | Włochy          | Diodato        | „Fai rumore”                  |

## Pozostałe kraje
Możliwość wzięcia udziału w 65. Konkursie Piosenki Eurowizji mieli nadawcy publiczni z aktywnym członkostwem w EBU. Organizacja skierowała zaproszenie do udziału w konkursie do wszystkich 56 aktywnych członków. W przeciwieństwie do poprzednich lat, telewizja z Australii, będąca członkiem stowarzyszonym EBU, nie potrzebowała zaproszenia na konkurs w 2020, ponieważ uzyskała pozwolenie na udział do 2023.
Aktywni członkowie EBU
- Andora – W marcu 2019 przedstawiciele stacji Ràdio i Televisió d’Andorra (RTVA) oświadczyli, że są otwarci na współpracę z katalońskim nadawcą telewizyjnym Televisió de Catalunya (TVC), aby wziąć udział w przyszłych konkursach. Obaj nadawcy współpracowali wcześniej, kiedy Andora zadebiutowała w 2004. 22 maja nadawca RTVA oświadczył, że nie ma w planach powrotu do konkursu[140]. W listopadzie 2019 rząd Andory oświadczył, że RTVA ostatecznie powróci do konkursu, a warunkiem wstępnym jest ocena kosztów.
- Bośnia i Hercegowina – 28 grudnia Lejla Babović, dyrektorka wykonawcza stacji BHRT, stwierdziła, że powrót do konkursu był głównym celem telewizji, ale jej sytuacja finansowa sprawiła, że było to trudne, mając duże kwoty zadłużenia wobec EBU i nie otrzymując wystarczających środków na finansowanie kosztów[141].
- Czarnogóra – 8 listopada media poinformowały o rezygnacji kraju z udziału w konkursie. 9 listopada szef generalny stacji Radiotelevizija Crne Gore (RTCG) oznajmił, że żadna decyzja na temat rezygnacji nie została podjęta. Oznajmił jednocześnie, że stanowisko telewizji zostanie podjęte i ogłoszone po spotkaniu przedstawicieli stacji. Jednakże 13 listopada pojawiła się oficjalna lista uczestników, na której zabrakło Czarnogóry[142].
- Luksemburg – mimo że kraj nie uczestniczy od 1993, państwo jest wciąż proszone o powrót do konkursu. W maju 2019 Anne-Marie David, zwyciężczyni konkursu w 1973 dla Luksemburga, publicznie poprosiła nadawcę o powrót do konkursu, w momencie gdy petycja dotycząca powrotu Luksemburga do konkursu została wysłana do nadawcy publicznego RTL[143]. W lipcu 2019 nadawca stwierdził, że nie weźmie udziału w konkursie w 2020, ponieważ konkurs byłby dużym obciążeniem finansowym i dlatego stacja skupia się na treściach informacyjnych zamiast na muzyce i rozrywce[144]
- Monako – w sierpniu nadawca TMC potwierdził, że nie powróci do konkursu[145].
- Słowacja – 5 czerwca potwierdzono, że kraj nie powróci do konkursu z powodu braku zainteresowania widzów[146].
- Turcja – telewizja TRT zainteresowała się udziałem w konkursach EBU po tym, jak organizacja powołała nowy zarząd, obejmujący dyrektora generalnego TRT, potwierdzając udział kraju w Azjatyckim Konkursie Piosenki Eurowizji 2019 i wznawiając współpracę z EBU[147]. W sierpniu 2018 dyrektor generalny TRT, İbrahim Eren, wyjaśnił, że nie mogą emitować programu odbiegającego od ich treści. Ponadto obecny system głosowania był również krytykowany przez nadawcę[148]. 22 września nadawca potwierdził, że kraj nie wróci do konkursu[149].
- Węgry – 18 października telewizja Magyar Televízió poinformowała, że coroczny program A Dal po raz pierwszy od 2012 nie będzie pełnił formy krajowych eliminacji mających na celu wyłonienie reprezentanta Węgier w Konkursie Piosenki Eurowizji. Brak udziału Węgier został potwierdzony wydaniem przez EBU pełnej listy uczestników. Wycofanie nastąpiło podczas wzrostu nastrojów anty-LGBTQ+ wśród węgierskich polityków (w szczególności ze strony Fideszu, partii rządzącej na Węgrzech) i MTVA; chociaż nadawca nie podał oficjalnego powodu do wycofania się, wewnętrzne źródło rozmawiające ze stroną Index.hu stwierdziło, że konkurs został uznany za „zbyt homoseksualny”, aby uczestniczyło w nim MTVA[potrzebny przypis].

Członkowie stowarzyszeni z EBU
- Kazachstan – po debiucie w Konkursie Piosenki Eurowizji dla Dzieci 2018, przewodniczący Khabar, Ałan Ażibajew stwierdził w wywiadzie, że negocjowali z EBU, aby móc zostać pełnoprawnymi członkami EBU, a tym samym umożliwić im udział w Eurowizji[150]. W obecnej sytuacji jako członek stowarzyszony Kazachstan może zostać zaproszony do udziału przez grupę referencyjną, jednak we wrześniu 2019 EBU stwierdziło, że nie zamierza zapraszać nadawcy do udziału w konkursie w 2020[151].

Członkowie spoza EBU
- Kosowo – dyrektor generalny RTK Mentor Shala powiedział, że nadawca dąży do pełnego członkostwa i mają nadzieję na debiut w konkursie w 2020[152]. EBU głosowało nad pełnym członkostwem kosowskiego nadawcy w czerwcu 2019, jednak zmiany mające na celu pomóc Kosowu w otrzymaniu pełnego członkostwa zostały odrzucone i na pewno Kosowo nie zadebiutuje w konkursie w 2020 roku[153].
- Liechtenstein – w sierpniu 2019 publiczny nadawca 1FLTV ogłosił, że wyklucza debiut w konkursie 2020. Nadawca próbował zostać członkiem EBU w przeszłości, ale przerwał swoje plany, gdy jego dyrektor Peter Kölbel niespodziewanie zmarł. Potrzebowałby również wsparcia rządu Liechtensteinu, aby móc ponieść koszty stania się członkiem EBU i uiścić opłatę za udział w konkursie[154].

## Alternatywne programy

### Eurovision Song Celebration
30 kwietnia 2020 ogłoszono, iż zamiennikiem koncertów półfinałowych na kanale YouTube konkursu zostanie Eurovision Song Celebration 2020. Spektakle prowadziła Janouk Kelderman, a ich premiery odbyły się w dniach, w których odbyć miały się półfinały konkursu – 12 i 14 maja.
W pierwszym odcinku zaprezentowano uczestników pierwszego półfinału, a także występ Holandii, Niemiec i Włoch, którzy głosowaliby w tym półfinale. W drugim odcinku wystąpili uczestnicy drugiego półfinału, a także przedstawiciele Francji, Hiszpanii i Wielkiej Brytanii, którzy również głosowaliby w tym półfinale.
Podczas koncertów ujawniono również kolejność występów w półfinałach, które zostały ustalone przez produkcję w marcu 2020.
Format Eurovision Song Celebration został kontynuowany w 2021 roku, tym razem honorując nagrania zapasowe, które powstały na wypadek, gdyby niektórzy uczestnicy nie mogli znaleźć się w Rotterdamie lub wystąpić z powodu kwarantanny na miejscu.

### Światło dla Europy
Europejska Unia Nadawców i nadawcy-gospodarze po odwołaniu konkursu zaczęli pracować nad programem zastępczym Światło dla Europy (Eurovision: Europe Shine a Light). Pokaz był transmitowany 16 maja 2020 ze studia 21 w Hilversum a jego gospodarzami zostali niedoszli gospodarze konkursu, Chantal Janzen, Jan Smit i Edsilia Rombley. Program transmitowało 45 nadawców, w tym wszyscy nadawcy, którzy braliby udział w konkursie, oraz BHRT (Bośnia i Hercegowina), TVCG (Czarnogóra), Khabar (Kazachstan) i RTK (Kosowo).

### Eurovision Home Concerts
Kanał Konkursu Piosenki Eurowizji w serwisie YouTube od 3 kwietnia do 15 maja 2020 w każdy piątek transmitował koncerty domowe Eurowizji. W koncertach udział brali uczestnicy konkursu z różnych lat (w tym 2020) wykonujący swoje utwory i jeden z ich innych, ulubionych konkursowych propozycji.

### #EurovisionAgain
Dowiedziawszy się o odwołaniu konkursu, dziennikarz Rob Holley podjął inicjatywę cotygodniowego oglądania jednego z poprzednich konkursów w serwisie YouTube. Akcja szybko zyskała popularność, więc Europejska Unia Nadawców postanowiła przyłączyć się do inicjatywy.
W każdą sobotę o 21:00 czasu środkowoeuropejskiego w serwisie YouTube reemiitowane były finały poprzednich konkursów. Edycja emitowana zostaje ujawniona 15 minut przed startem transmisji. Konkursy sprzed 2004 są dostępne przez ograniczony czas. Na Twitterze, #EurovisionAgain stał się popularnym tematem i spotkał się z pozytywnymi reakcjami byłych uczestników. W ramach inicjatywy Holley zebrał ponad 24 700 funtów na cele charytatywne.
W lipcu 2020 powtórką konkursu z 1999 roku w Jerozolimie rozpoczął się drugi sezon. Tym razem był emitowany w każdą trzecią sobotę miesiąca. Sezon zakończył się specjalnym odcinkiem, w którym rywalizowało 26 najpopularniejszych piosenek, które nie zakwalifikowały się do finału, po jednej z każdego kraju, wybranych za pośrednictwem oficjalnych uchwytów mediów społecznościowych Eurowizji. Zwyciężyła reprezentantka Islandii w 2016, Greta Salóme z utworem „Hear Them Calling”.

## Krajowe programy zastępcze
Oprócz ogólnoeuropejskich programów zastępczych, niektórzy nadawcy postanowili również stworzyć własne programy na temat konkursu. Niektórzy nadawcy postanowili również zorganizować alternatywne konkursy piosenki, oferując regularnym widzom szansę wysłuchania konkursowych utworów i głosowania na swoich faworytów. Niektóre kraje postanowiły stworzyć programy z ich własnymi piosenkami konkursowymi na przestrzeni lat oraz retransmisje już istniejących programów specjalnych Eurowizji (np. Gratulacje: 50 lat Konkursu Piosenki Eurowizji) i poprzednich konkursów.
- Program Big Night In został wyemitowany w Australii przez nadawcę SBS 16 maja 2020.
- Der kleine Song Contest został zorganizowany przez austriackiego nadawcę ORF. Konkurs składał się z trzech półfinałów pomiędzy 14 a 17 kwietnia oraz finału, który został wyemitowany 18 kwietnia[168].
- Eurovision 2020: das deutsche finale został zorganizowany i wyemitowany przez niemieckiego nadawcę NDR. Konkurs składał się z rundy półfinałowej, która odbyła się 9 maja, oraz finału, który odbył się 16 maja. Emisja finału spowodowała opóźnienie w emisji programu Światło dla Europy w kraju.
- Program Eurovision: Come Together został wyemitowany przez brytyjskiego nadawcę BBC 16 maja. W głosowaniu on-line wyłoniono spośród 19 uczestników najpopularniejszy utwór w historii konkursu[173].
- Emisja islandzkiego programu Okkar 12 stig odbyła się 15 maja. Program emitowany był na kanale telewizyjnym RÚV[170].
- Pesem Evrovizije: Najboljših 25 była słoweńską transmisją zastępczą konkursu, wyprodukowaną przez nadawcę RTV SLO. W programie ukazał się ranking wszystkich słoweńskich utworów konkursowych, rozstrzygnięty przez ponad 30 000 głosów online[174]. Słoweńscy artyści i prezenterzy związani z Eurowizją wypowiedzieli się na temat 25 piosenek. Przeprowadzono również wywiady z kilkoma byłymi uczestnikami. Podczas transmisji ujawniono, że Ana Soklič, która została wybrana do reprezentowania Słowenii w konkursie będzie reprezentować swój kraj w 2021 roku[175].
- Program Sveriges 12:a został zorganizowany i wyemitowany przez szwedzką stację telewizyjną SVT. Program składały się z rundy przedkwalifikacyjnej 9 maja, którą prowadzili Christer Björkman i David Sundin, oraz finału 14 maja 2020, który poprowadzili Christer Björkman i Sarah Dawn Finer. Oba programy były transmitowane na żywo w SVT1, a także na platformie streamingowej SVT Play[169].

## Międzynarodowi nadawcy i komentatorzy
Poniższy spis uwzględnia nazwiska komentatorów poszczególnych nadawców publicznych, którzy mieli emitować widowisko.
Kraje uczestniczące
- Białoruś – Evgeny Perlin (Biełaruś-1)[176]
- Grecja – Maria Kozakou, Giorgos Kapoutzidis (ERT1)[177]
- Izrael – Geula Even-Sa’ar, Asaf Liberman (Kan 11)[178]
- Niemcy – Peter Urban, Michael Schulte (One, półfinały; One, Deutsche Welle, Das Erste, finał)[179]
- Norwegia – Marte Stokstad (NRK1)[180]
- Szwajcaria – niemiecki: Sven Epiney (SRF 1, SRF zwei, SRF info)[181]
- Wielka Brytania – Rylan Clark-Neal i Scott Mills (BBC Four, półfinały); Graham Norton (BBC One, finał); Ken Bruce (BBC Radio 2, finał)[182]

Kraje nieuczestniczące
- Kanada – (Omni Television)[183]
- Stany Zjednoczone – (Netflix)[a][184]